# Camaridium tuberculare
Camaridium tuberculare är en orkidéart som först beskrevs av John T. Atwood, och fick sitt nu gällande namn av Mario Alberto Blanco. Camaridium tuberculare ingår i släktet Camaridium och familjen orkidéer. Inga underarter finns listade i Catalogue of Life.